# Kanton Gonesse
Kanton Gonesse (fr. Canton de Gonesse) byl francouzský kanton v departementu Val-d'Oise v regionu Île-de-France. Tvořilo ho devět obcí. Zrušen byl po reformě kantonů 2014.

## Obce kantonu
- Bouqueval
- Chennevières-lès-Louvres
- Épiais-lès-Louvres
- Gonesse
- Le Thillay
- Roissy-en-France
- Vaudherland
- Vémars
- Villeron